# Ian Dury
Pour les articles homonymes, voir Dury.
Ian Dury (12 mai 1942 – 27 mars 2000) est un musicien et chanteur britannique de rock, fondateur, meneur et chanteur du groupe Ian Dury and the Blockheads et également auteur de la célèbre chanson Sex and drugs and rock'n'roll. Il est le père du musicien et chanteur Baxter Dury.

## Biographie

### Jeunesse
Né à Upminster, quartier du district londonien d'Havering, Ian Dury souffre dès 7 ans d'une poliomyélite qu'il a selon lui contractée dans une piscine. Il en conserve une jambe atrophiée.
Ian Dury étudie au Royal College of Art, où il a notamment comme professeur Peter Blake, et à l'Université de Londres-Est. Il commence une carrière dans l'enseignement artistique en 1967, année au cours de laquelle il épouse Betty Rathnell. Le couple a deux enfants, Baxter et Jemima. Ils divorcent en 1985, Betty décède en 1994.

### Kilburn and the High Roads
En 1971, après le décès de son idole Gene Vincent, à près de 30 ans, Ian Dury forme le groupe Kilburn and the High Roads, qui se fait connaître dans le milieu pub rock. Ian Dury chante et coécrit les chansons avec le pianiste Russell Hardy. Malgré une bonne presse et une première partie des Who, le groupe ne décolle jamais vraiment et se sépare en 1975.

### Les Blockheads

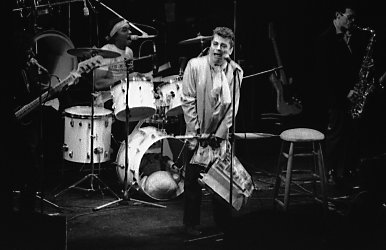
Ian Dury en 1978.

En 1977, Ian Dury crée le groupe Ian Dury and the Blockheads et s'entoure de Chaz Jankel en tant que guitariste, de Mickey Gallagher au clavier (qui joue également avec The Clash) et le bassiste Norman Watt-Roy. Le groupe devient populaire avec des chansons telles que Hit Me With Your Rhythm Stick ou Sex and Drugs and Rock and Roll (1977). Ce dernier titre devient une expression emblématique de l'époque.
Les Blockheads délivrent une musique aux influences multiples dont le style se caractérise par la gouaille cockney, l'humour mordant et l'image punk de Ian Dury.
En 1991, Ian Dury dissout les Blockheads et entame une carrière solo. 
En 1998, il apprend qu'il souffre d'un cancer. Il reforme les Blockheads pour un nouvel album, Mr Love Pants, et une série de concerts qui s'achève à sa mort en 2000. Les Blockheads continuent cependant de tourner, bien que chacun des musiciens ait sa propre carrière indépendamment de ce groupe hommage.

### Autres activités
Ian Dury a joué dans de nombreux films, comédies musicales et pièces de théâtre. 
En 1997, Ian Dury écrit la postface du livre de l'artiste britannique Gee Vaucher Crass Art And Other Pre Post-Modernist Monsters, dans lequel figurent les travaux personnels de Gee Vaucher et ceux pour le collectif britannique Crass.
Il joue et chante dans le clip de la chanson Drip Fed Fred du groupe Madness paru deux mois avant son décès, en janvier 2000. Il est mentionné au générique final.

### Mort
Ian Dury meurt en 2000 des suites d'un cancer du côlon. Un peu plus tard, son fils Baxter Dury commence une carrière musicale.

## Discographie

### Singles
- 1974 : Rough Kids / Billy Bentley
- 1975 : Crippled With Nerves / Huffety Puff
- 1977 : Sex and Drugs and Rock & Roll / Razzle In My Pocket
- 1977 : Sweet Gene Vincent / You're More Than Fair
- 1977 : Sex and Drugs and Rock & Roll / Two Stiff Steep Hills / England's Glory - NME Give-a-way
- 1978 : What A Waste / Wake Up And Make Love With Me
- 1978 : Hit Me With Your Rhythm Stick / There Ain't Half Been Some Clever Bastards
- 1978 : Billy Bentley / Pam's Moods
- 1979 : Reasons To Be Cheerful (PT .3) / Common As Muck
- 1980 : I Want To Be Straight / That's Not All
- 1980 : Superman's Big Sister / You'll See Glimpses
- 1981 : Spasticus Autisticus / (Instrumental)
- 1983 : Really Glad You Came / (You're My) Inspiration)
- 1984 : Very Personal / Ban The Bomb
- 1985 : Hit Me With Your Rhythm Stick (re-mix) / Sex And Drugs And Rock And Roll / Reasons To Be Cheerful, Part 3 / Wake Up And Make Love With Me
- 1989 : Profoundly In Love With Pandora / Eugenius (You're A Genius)
- 1989 : Apples / Byline Brown

### Albums
- 1975 : Handsome
- 1977 : New Boots and Panties !!
- 1978 : Wottabunch!
- 1979 : Do It Yourself
- 1980 : Laughter
- 1981 : Lord Upminster
- 1983 : The Best Of Kilburn & The Highroads (EP)
- 1984 : 4000 Weeks Holiday
- 1989 : Apples
- 1990 : Live! Warts 'n' Audience (album live)
- 1992 : The Bus Driver's Prayer and Other Short Stories
- 1997 : Mr Love Pants
- 2001 : Straight From The Desk (Live At Ilford Odeon)
- 2002 : Ten More Turnips from the Tip (album posthume)
- 2010 : Sex & Drugs & Rock & Roll - The Essential Collection (compilation)

### The Blockheads (albums solo)
- 2003 : Straight From The Desk - 2 (Live At Patti Pavillion)
- 2004 : Where's The Party?

## Filmographie
- 1985 : Hold On To Your Structure (VHS - vidéo live)
- 1987 : Sammy et Rosie s'envoient en l'air de Stephen Frears. Apparition non créditée aux côtés de Roland Gift.
- 1995 : Judge Dredd de Danny Cannon
- 1996 : The Crow : La Cité des anges de Tim Pope